# Bengt Fjällberg
Bengt Henrik Fjällberg (Storuman, 15 settembre 1961) è un ex sciatore alpino svedese.

## Biografia
Slalomista puro originario di Tärnaby, paese di provenienza di campioni dello sci alpino quali Ingemar Stenmark e Stig Strand, Fjällberg ottenne i suoi primi risultati di rilievo in Coppa Europa vincendo la classifica di specialità nel 1980; in Coppa del Mondo ottenne il primo risultato di rilievo il 18 gennaio 1981, giungendo 13º a Kitzbühel, e conquistò il primo podio a Oslo l'8 febbraio 1981, piazzandosi 2º alle spalle di Stenmark.
Convocato per i Mondiali di Schladming 1982, si aggiudicò la medaglia di bronzo nella gara vinta da Stenmark davanti allo jugoslavo Bojan Križaj; il 12 febbraio 1983 a Markstein salì per la seconda e ultima volta sul podio in Coppa del Mondo, 2º posto dietro a Križaj. Ai XIV Giochi olimpici invernali di Sarajevo 1984, sua unica presenza olimpica, non concluse la prova; il 23 febbraio 1986 ottenne l'ultimo piazzamento della sua attività agonistica, il 10º posto nella prova di Coppa del Mondo disputata sul tracciato di Åre.

## Palmarès

### Mondiali
- 1 medaglia:
  - 1 bronzo (slalom speciale a Schladming 1982)

### Coppa del Mondo
- Miglior piazzamento in classifica generale: 33º nel 1981
- 2 podi (entrambi in slalom speciale):
  - 2 secondi posti

### Coppa Europa
- Vincitore della classifica di slalom speciale nel 1980[2]

### Campionati svedesi
- 1 oro (slalom speciale nel 1982)[3]